# Belvedereturm (Bad Nenndorf)
Der Belvedereturm, wegen seines Standorts auch Strutzbergturm genannt, ist ein Aussichtsturm auf dem Strutzberg, einem 198 m ü. NN hohen Berg im Deister bei Bad Nenndorf im niedersächsischen Landkreis Schaumburg.

## Geschichte

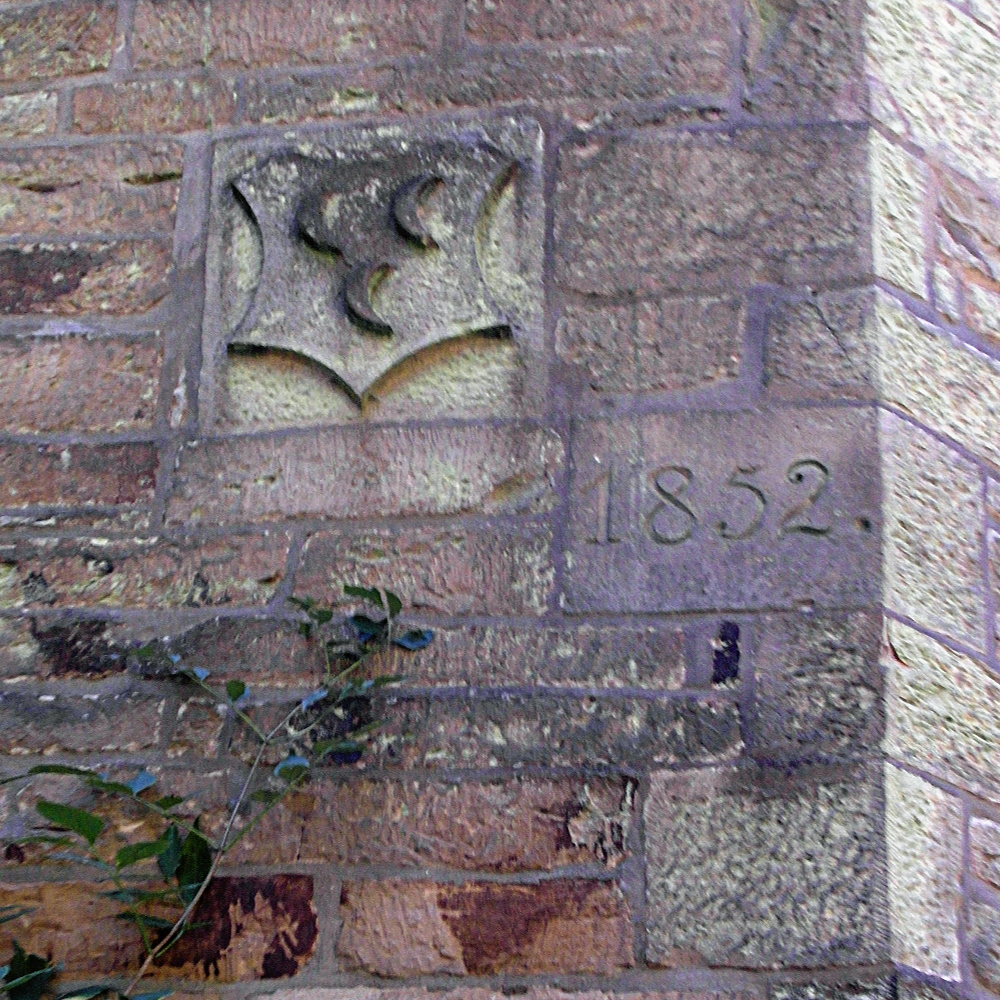
Wappen und Jahreszahl am Turm

Der Nenndorfer Brunnendirektor Freiherr von Hanstein-Knorr ließ den Aussichtsturm zwischen 1850 und 1852 auf eigene Kosten auf der nordwestlichsten Erhebung des Deisters, dem Strutzberg, errichten. Eine Reihe vermögender Kurgäste unterstütze den Bau. An der Außenwand des achteckigen Steinturms ist Hanstein-Knorrs Familienwappen mit der Jahreszahl 1852 angebracht. Als Anregung dienten dem schaumburgischen Kammerherrn wahrscheinlich die 1847 im benachbarten Fürstentum Schaumburg-Lippe errichteten Aussichtstürme Idaturm im Harrl und Wilhelmsturm in den Rehburger Bergen.
Der Belvedereturm (italienisch bel vedere „schöne Aussicht“) genannte Aussichtsturm hatte als weithin sichtbare Landmarke eine Funktion bei der Landesvermessung und diente den Nenndorfer Kurgästen und den Bewohnern umliegender Orte als Ausflugsziel. In der Umgebung des Turms entstand dazu ein Netz von Wanderwegen im Deister. Am Belvedereturm führt der Europäische Fernwanderweg E1 vorbei.
Wegen mangelnder Instandhaltung, Schäden im Zweiten Weltkrieg und Vandalismus in den Jahren danach verfiel der Turm zusehends. Die Treppe im Inneren war eingestürzt, Steine herausgebrochen.
Aus Mitteln des Landes Niedersachsen, der Gemeinde Bad Nenndorf und des Landkreises Schaumburg wurde der Turm im Jahr 1987 instand gesetzt und durch eine zusätzliche Stahlkonstruktion aufgestockt. Diese ermöglichte einige Jahre lang die Fernsicht vom knapp 130 Stufen hohen Turm. Um 2017 wurde die Aussicht durch die den Turm an allen Seiten umstehenden hohen Bäume begrenzt. Inzwischen (09/2019) sind die störenden Bäume nicht mehr vorhanden, entweder durch Windbruch oder Fällung aufgrund von Borkenkäferbefall.
Unmittelbar beim Turm stand zunächst eine offene Schutzhütte. Seit 1909 gab es mit der Cecilienhöhe eine Gaststätte am Deisterrand zwischen Nenndorf und dem Belvedereturm.